# 竹房敦司
竹房 敦司（たけふさ あつし、1961年7月27日 - ）は日本の男性声優・ナレーター。

## 来歴・人物
兵庫県神戸市出身。1985年甲南大学文学部社会学科を卒業後に声優デビュー。
1993年にデビュー以来所属していたオフィスキイワードから独立し、フリーとなる。和歌山出身の龍田直樹の様な軽快な語り口と大阪出身の武田広の様な爽やかな語り口が特徴。

## 出演番組

### テレビ
- 「知っとこ!」（MBS）
- 「グッと!地球便」（ytv）
- 「好き!神戸」（SUNTV)
- 「GOLF武勇伝」（SUNTV）
- 「関西発！海釣り派」（釣りビジョン）
- 「伝心伝承」（釣りビジョン）
- 「チヌ道一直線」（釣りビジョン）
- 「鉄道伝説」（BSフジ）第13回以降
- サンテレビCMナレーション（2017年現在）

## 過去の出演番組（テレビ）

### NHK
シリーズ証言記録 兵士たちの戦争
「マリアナ沖海戦　破綻した必勝戦法～三重県鈴鹿海軍航空隊」

### MBS
- 「はーい!昼ナマ」
- 「桂三枝のスポーツマガジン」
- 「板東英二のスポーツパラダイス」
- 「スポーツZANMAI」
- 「オリックスめざせ！V旅行」
- 「宵待5」

### ABC
- 「街かどチャチャチャ!」
- 「人類学ウラ講座〜超ゴリオシズム宣言〜」
- 「ワイドABCDE〜す」
- 「ナイトinナイト」
- 「あっちこっちマッチ」

### KTV
- 「素のよしもと」
- 「ひだまり日曜日」

### ytv
- 「中居くん温泉」（ytv制作・日テレ系）
- 「プロ野球オールスタースポーツフェスティバル」（ytv制作・日テレ系）

### TVO
- 「みみヨリぃ!?」
- 「クチこみぃ!?」
- 「火曜スペシャル なにコレ！？」
- 「満点！しあわせテレビ」
- 「ココほれ！ワンワン」
- 「橋の王国」
- 「堀場雅夫のこころはベンチャー」
- 「ハイパー三枝研究所」
- 「誘惑大好き！」
- 「ウィークリー経済KIX」
- 「西川きよしの冒険家族」
- 「大顔面TV」
- 「大顔面2」

### サンテレビ
- 「ゴルフ武勇伝」
- 「鋭一 幾三のゴルフ丼」
- 「小池一夫の週間至美ゴルフ」
- 「ピクピク流行テレビ」
- 「フラッシュ兵庫」（火・木担当　顔出しで出演）

### その他
- 「こちら海です」（テレビ和歌山制作分）
- 東映制作ドラマPR番組
- 日経CNBC
- CS釣りビジョン他

## 過去の出演番組（ラジオ）

### Kiss-FM
- 「ミステリーKiss」
- 「ドラマVOX」
- 「バール・サンドリオン」
- 「Dorama Theater」ストーリーテラー　（演出も）
- 「コウベドラマ8」
- 「サウンドラビリンス」

### OBC
- 「ニュース」（契約アナウンサー）
- 「ワンスモア’70’s」

## CM

### テレビCM
- NOVA
- マイティアCL
- 公共広告機構
- 宅配寿司「銀のさら」
- 松下電工「ナショナルリビングプラザ」
- ネスレ日本
- 小林製薬
- 丸大食品
- 大関チャレンジカップ
- リクルート「就職情報誌 B-ing」
- 滋賀銀行企業CM
- ほっかほっか亭
- 大阪ガス＆日本ガス協会
- 住友電設
- 大阪府PRCM
- がんこ
- フジッコ
- RYOBI (テレビ大阪、インフォマーシャル)
- 大阪生駒霊園

他

### ラジオCM
- 公共広告機構
- 日本盛
- J-PHONE
- 郵便貯金
- 日産自動車
- 松下電工
- 近畿地区信用金庫協会
- 神戸ポートピアランド
- 月星科学
- 赤帽
- 藤沢薬品
- つるやゴルフ
- ほっかほっか亭
- 佐川印刷
- 松下電器産業「パナソニック関係多数」
- がんこ
- コンチネンタルミクロネシア航空

他

## 声優として

### アニメ
- 「わが谷は緑なりき」（ヒューの語り）
- 「市民ケーン」（ニュース映像のナレーション＆オペラの先生）
- 「三十四丁目の奇跡」（精神科医ソーヤ）
- 中国中央電視台制作アニメ「封神演義 〜ナタクの大冒険〜」（紂王はじめ多数）
- 「MUNTO」「MUNTO2」（長老をはじめ3役）
- 「レ・ミゼラブル」（NHK-BSアニメ）（裁判官）
- 「アニマムンディ・終わりなき闇の舞踏」（パラケルスス他）

### ビデオ
- 「心霊シリーズ」（CVC株式会社）（ナレーション）
- 今江克隆の「黒帯」シリーズ2
- 河辺裕和の「SUGOI VIDEO」シリーズ
- 「なみはや国体」開会式オープニング・公式記録ビデオナレーション

他

### VC
- 武田薬品工業
- 松本清張記念館オリジナル映像「日本の黒い霧」（ナレーション）
- 大阪市立科学館プラネタリウム「ハッブル宇宙望遠鏡がみた宇宙」（ナレーション）
- 神戸市立海洋博物館　（神戸市紹介ビデオナレーション）

### ゲーム
- 「嗚呼! 花の応援団」おまけの音声ファイル（青田赤道他）
- 「ストリートファイター2 ザ・ヒストリー」
- 「ストリートファイター・ゼロ」（ナレーション）
- 「断罪のマリア」（エフレム神父/百目鬼）